# Torre Lúgano
La Torre Lúgano és un gratacel de 158 metres situat a Benidorm, Marina Baixa (País Valencià). Posseeix 43 plantes destinades a ús residencial i és, en l'actualitat, el tercer edifici més alt de la ciutat després de l'Intempo, amb 187 metres, i el Gran Hotel Bali, amb 186 metres. L'immoble alberga 204 habitatges i va ser finalitzat en 2007. A data de gener de 2016, és l'edifici residencial actiu més alt d'Espanya (ja que Intempo es troba deshabitat), per sobre del Neguri Gane.
El gratacel està situat al Racó de l'Oix, a 600 metres de la Platja de Llevant de Benidorm. Aquesta torre, a pesar de no ser la de major altura, suposa el cim del skyline de Benidorm, ja que s'assenta a 82 metres sobre el nivell del mar, en les faldes de la Serra Gelada (cota de 237 metres), la qual cosa permet obtindre vistes de la badia de Benidorm.

## Estructura
La torre està destinada a habitatges, compta amb un total de 50 plantes construïdes (forjats), de les quals 42 corresponen a habitatges, 6 a garatges, una de planta baixa, i una altra a la part superior (destinades a elements tècnics).
L'entrada a l'edifici se situa a la planta -6, i els àtics a la planta 42, de manera que existeixen 48 plantes de diferència entre l'entrada a nivell del carrer Pequín, i l'habitatge més alt. Això és a causa que les 6 plantes de garatge no són subterrànies, sinó que estan per sobre del nivell del carrer.
L'estructura va ser dissenyada en formigó armat per l'estudi d'enginyeria Florentino Regalado & Asociados. Aquesta està projectada amb pantalles de formigó armat que suporten una resistència característica de 40 MPa. La planta de l'edifici té forma de punta de fletxa de dimensions 48x13 metres, l'esveltesa global varia entre 7 i 12 depenent de la base de la fletxa que es prenga. La fonamentació de la Torre s'ha solucionat amb una llosa massissa de 2,30 m d'espessor encastada als estrats rocosos del terreny.

## Detalls
És un edifici residencial format per 204 habitatges, amb piscina, club social, gimnàs, pista de pàdel, jardí i zones infantils. La torre està situada en una parcel·la de 59.901 metres quadrats. D'ells, un total de 37.904 metres quadrats van destinats a zona de jardí lliure i 15.397 metres quadrats a zona enjardinada d'ús privat de la promoció.
La torre té 6 plantes amb habitatges especials, que tenen uns sostres més alts de l'habitual (fins a 3,5 metres), i terrasses més grans.
Les obres van finalitzar al juny de 2007. Els pisos de Torre Lugano van ser lliurats al juny de 2008, amb un any i mig de retard.

## Crítiques
Després de la seua construcció, els promotors de l'edifici van ser demandats per una sèrie de deficiències en les qualitats i acabats de l'edifici, així com problemes seriosos que impedien la correcta habitabilitat de l'edifici, com la falta de pressió perquè l'aigua arribara a les últimes plantes, inundacions als garatges, trencaments i fugides d'aigua als habitatges amb les consegüents inundacions o nombroses humitats. La comunitat de propietaris de Torre Lúgano va exigir a Bankia Habitat (immobiliària de Bankia, que va succeir a Bancaixa) una indemnització de 28,2 milions de euros al·legant vicis en la construcció; quantitat que, segons documents de l'entitat, supera els costos de construcció de l'edifici. Entre altres assumptes, denuncien que en lloc d'arrebossar la façana amb ciment blanc, el gratacel està pintat de blanc o que no existeix l'ascensor panoràmic projectat, la qual cosa va permetre el promotor guanyar espai i construir més habitatges. Finalment, en 2014, van retirar la demanda a canvi que la comunitat rebera finalment del promotor 890.000 euros i que l'empresa alliberara altres més de 600.000 que consignava notarialment per afrontar les despeses comunitàries generades per la propietat dels apartaments que encara no havia venut. Actualment, el funcionament de l'edifici pràcticament està normalitzat i va recuperant a poc a poc l'estat que va haver d'haver presentat des del principi.
En 2010, The Wall Street Journal es va fer ressò d'aquests successos per posar de manifest la crisi immobiliària espanyola, amb la Torre Lúgano com la punta de llança en dir que era «exemple de 140 metres de la distància entre els somnis recents de glòria econòmica i la dura nova realitat».

## Galeria d'imatges

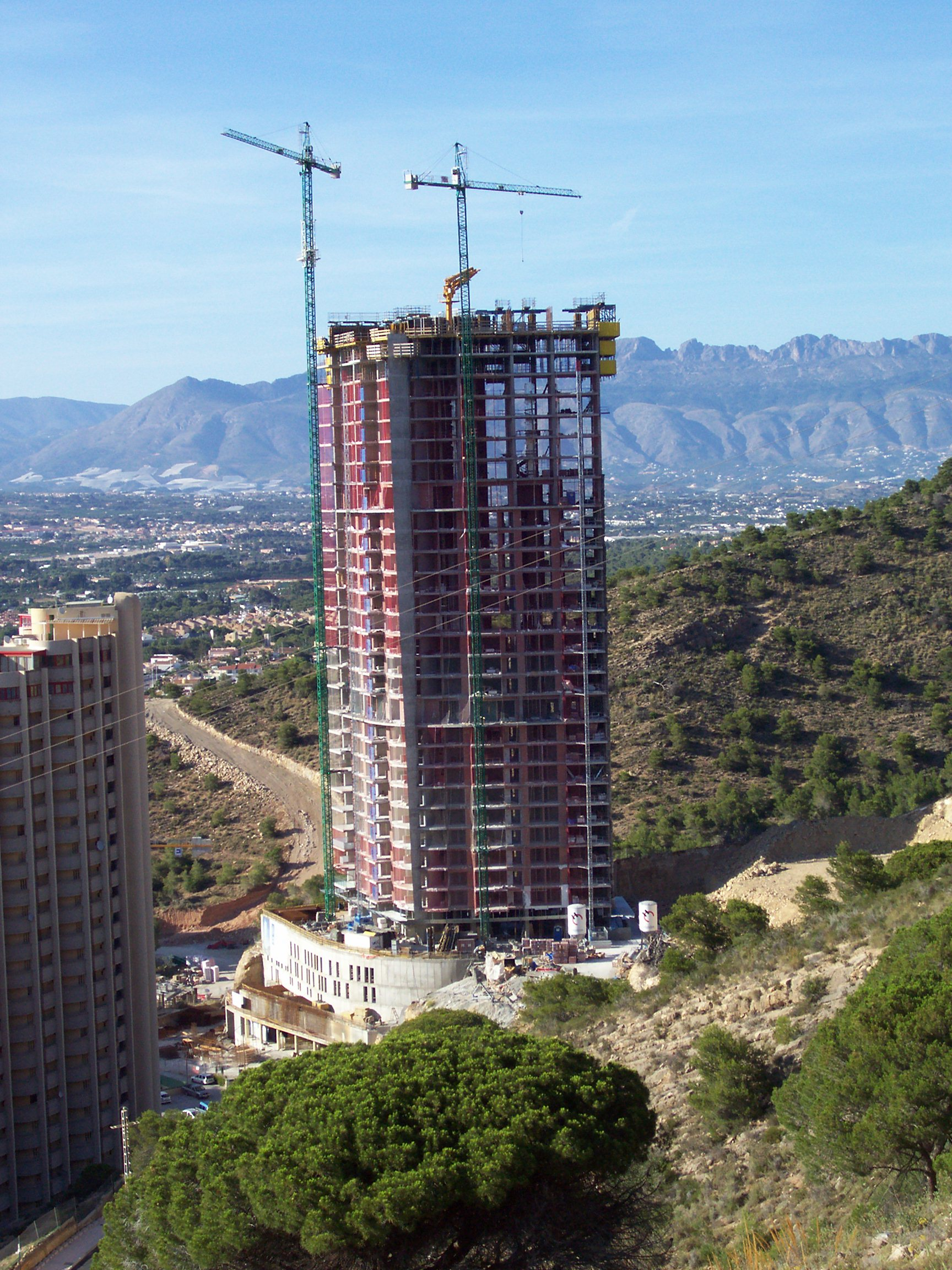
La torre durant la seua construcció.
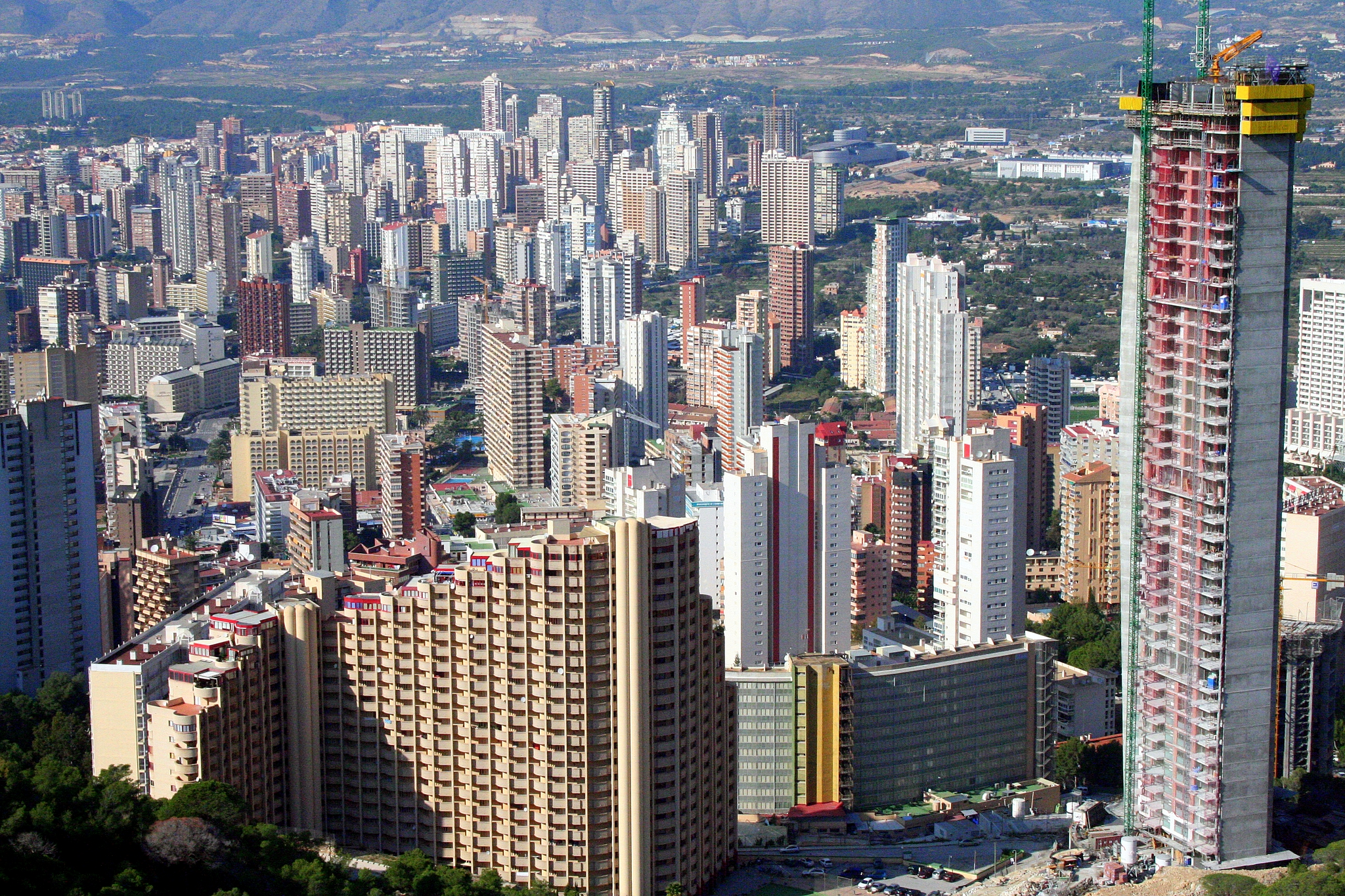
Des de la Serra Gelada, en construcció
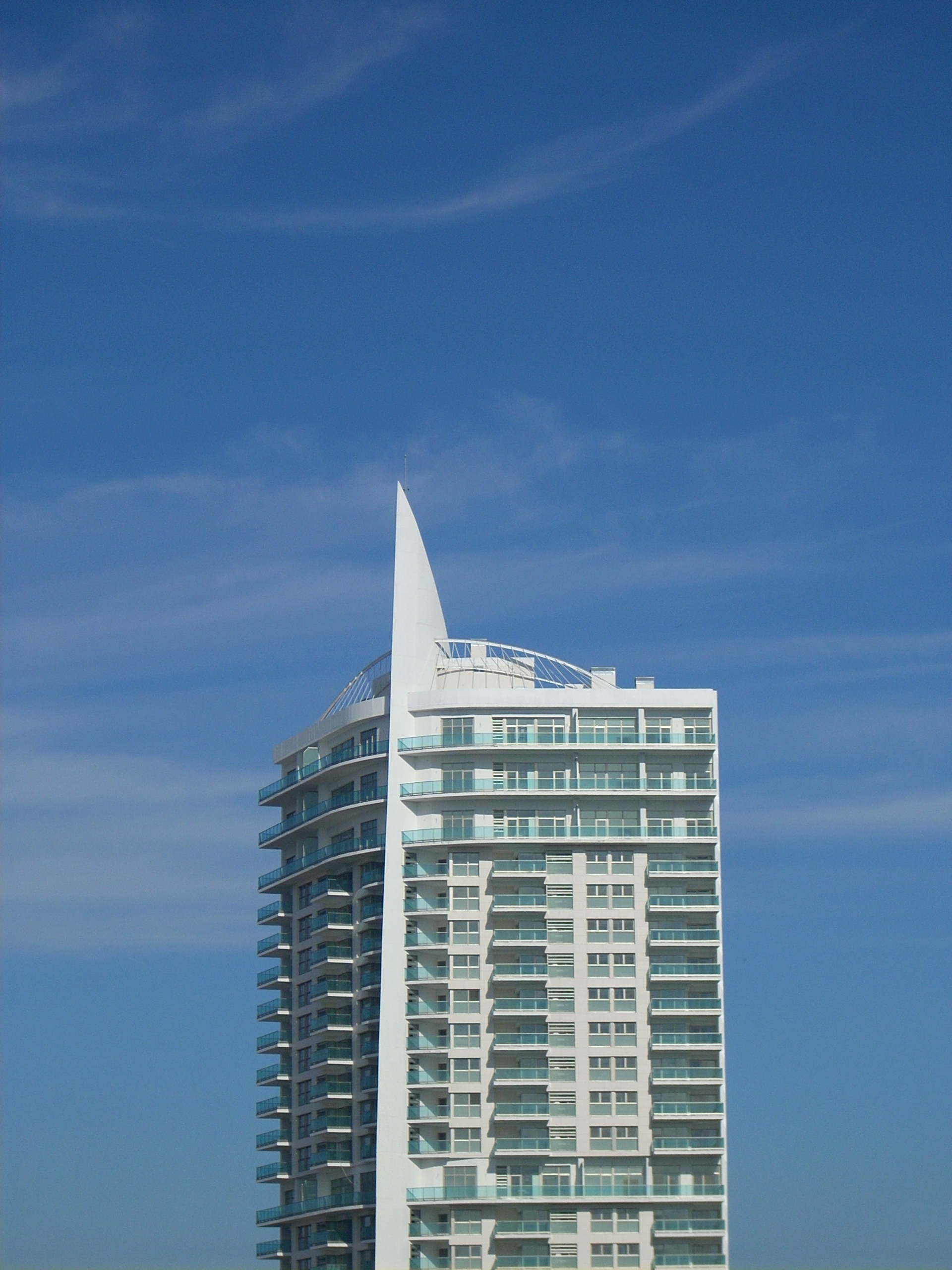
Part superior.
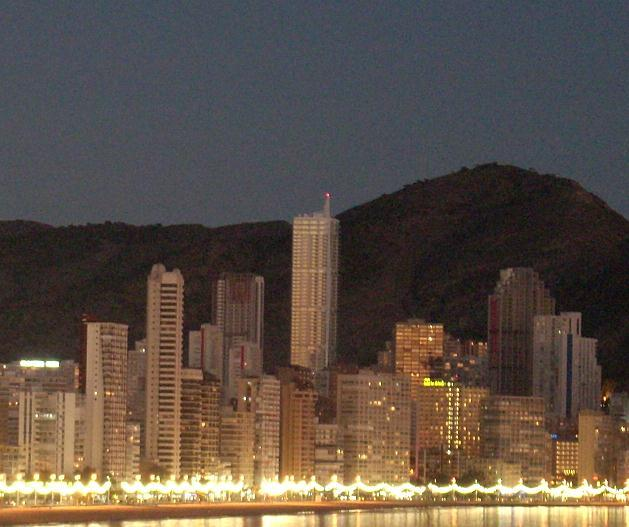
El gratacel integrat a la ciutat.
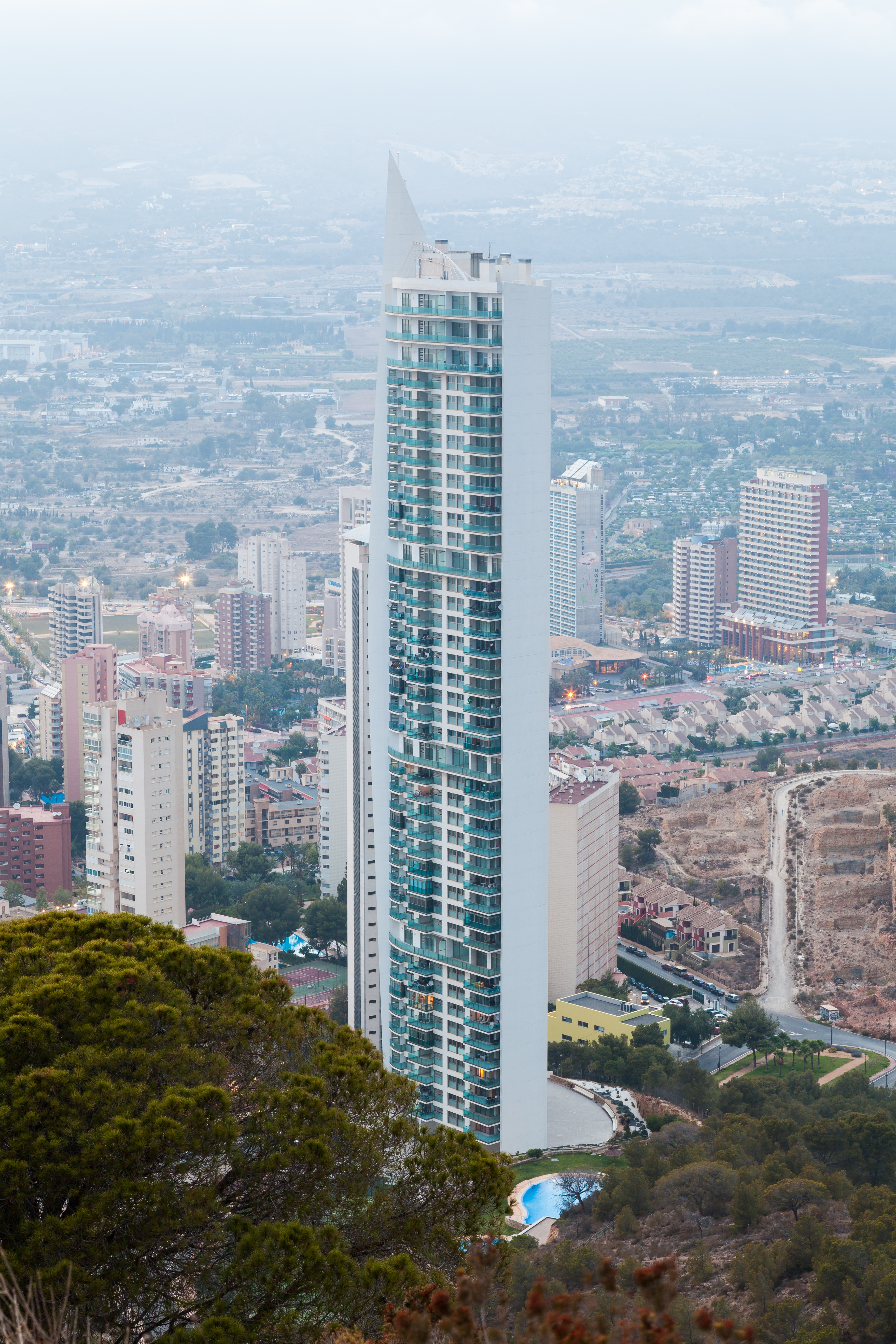
Vista lateral.
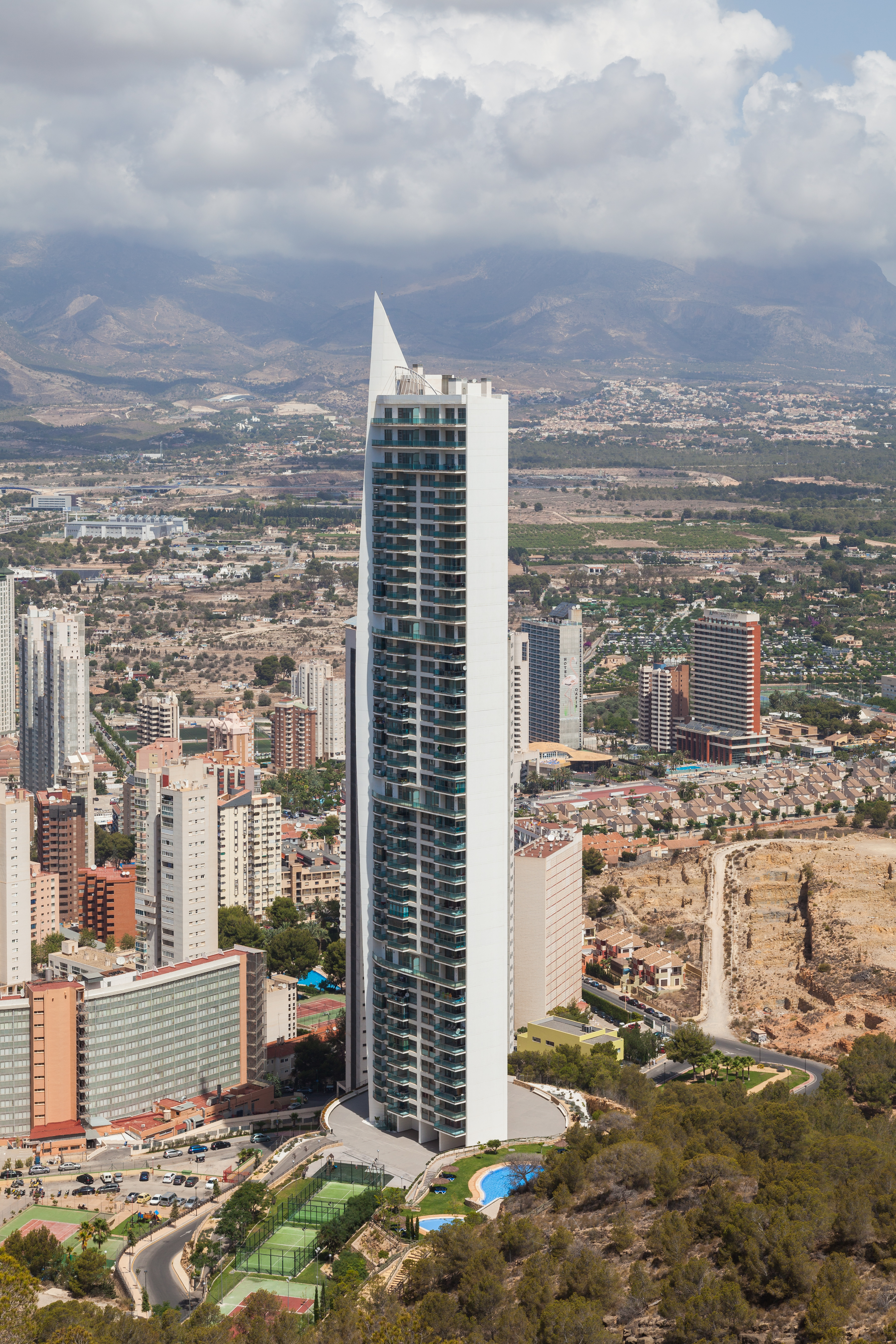
Instal·lacions.